# Norbury (Staffordshire)
Norbury – wieś w Anglii, w hrabstwie Staffordshire, w dystrykcie Stafford. Leży 14 km na zachód od miasta Stafford i 209 km na północny zachód od Londynu.